# A Trip to Chinatown (film 1917)
A Trip to Chinatown è un cortometraggio muto del 1917.

## Produzione
Il film fu prodotto dalla Selig-Hoyt Comedies (Selig Polyscope Company).

## Distribuzione
Distribuito dalla K-E-S-E Service, il film - un cortometraggio in due bobine - uscì nelle sale cinematografiche statunitensi il 20 agosto 1917.